# Cryphaea pusilla
Cryphaea pusilla är en bladmossart som beskrevs av C. Müller 1902. Cryphaea pusilla ingår i släktet Cryphaea och familjen Cryphaeaceae. Inga underarter finns listade i Catalogue of Life.